# 果寡糖
果寡糖（fructooligosaccharides，FOS）又称寡果糖（oligofructose）、寡果聚糖（oligofructan），是一種天然的寡糖，亦有作代糖使用。
一般市面上採用果寡糖作糖漿，其甜度約為砂糖的30~50%左右。能有助雙叉桿菌及嗜酸桿菌等腸內益菌的繁殖，抑制壞細菌的增生，幫助排便，保持腸道健康。果寡糖存在於天然，其商品化開始於1980年代，由於當時的人期望透過控制飲食中攝取的熱量來控制體重。
实际生产过程中，其应用效果存在不稳定性和不可重复性。